# جهنمية ليمانية
الجهنمية الليمانية (الاسم العلمي:Bougainvillea lehmannii) هي نوع من النباتات يتبع جنس الجهنمية من الفصيلة الشبية.